# Верхи на крадених конях
«Верхи на крадених конях» (норв. Ut og stjæle hester) — роман норвезького письменника Пера Петтерсона, автора шести романів та збірки есеїв, володаря багатьох престижних премій, написаний у 2003 році. Він приніс письменнику світову славу і став літературною сенсацією, отримавши велику кількість нагород. У Норвегії роман відзначений двома найголовнішими  преміями — Премією  Асоціації норвезьких критиків  та нагородою норвезьких книгопродавців «Книжка року». У 2006 році, через рік після перекладу роману англійською мовою,  твір був відзначений премію «Індепендент»,  як найкраща перекладена прозова книжка року. За межами Норвегії  роман отримав престижну  Дублінську  літературну премію (Dublin  IMPAC, 2007),  яка присуджується за кращий прозовий твір та « Незалежну  премію  за іноземну художню літературу».

## Сюжет
Персонажі:
Трунн Саннер — головний герой
Юн Гауґ– друг Трунна Саннера  влітку 1948 року
Ларс Гауґ — молодший брат Юна та близнюк Одда Гауґа. Братам по 10 років. Ларс Гауґ — сусід Трунна  в 1999 році
Батько і мати Трунна Саннера
Батько і мати Юна Гауґа
Баркальд — заможний власник великого хутора
Еллен Сандер — старша дочка Тронда.
Франц — друг батька Трунна Саннера
Книга — роздум про зламане життя, про самотність і провину, але разом з тим — про прощення і можливість жити.
Роман розділяється на дві хронологічні гілки:
- 68-річний  Трунн Саннер, який на старості  хоче знайти душевний спокій і закінчити своє життя  у віддаленому селі Норвегії. Простий побут, риболовля, прогулянки  з собакою і багато роздумів та філософії.

- літо 1948-го, коли підліток Трунн живе з батьком у схожому селі в горах, поблизу кордону зі Швецією.  Літо, яке стало важливим для підлітка, стосунки  Трунна з батьком, з другом Юном Гаугом, трагічний випадок, який впливає на подальше життя друзів, перехід  у доросле суворе життя.

У романі багато спогадів про Другу світову війну, окупацію Норвегії німцями, про батьків Трунна, яку були учасниками Руху Опору.
Роману властивий особливий скандинавський стиль, небагатослівний, лаконічний. Почуття і емоції сховані між рядками. Автор приділяє багато уваги неквапливим, але цікавим описам: хутора, річки, гір, погоди, людей.

## Переклади роману
Книги Пера Петтерсона перекладені на 47 мов. У 2005 році роман «Верхи на крадених конях» опублікований у Великій Британії, (переклад на англійську — Анна Борн). У 2007 році твір вийшов друком у США.
У 2010 році роман переклала на українську мову Галина Кирпа. Переклад роману «Верхи на крадених конях» здійснено за виданням: Per Petterson. Ut  og stjæle hester. Forlaget Oktober as,  Oslo,  2008. Твір був надрукований  видавництвом «Навчальна книга — Богдан» — одним із провідних видавництв України, яке посідає третє місце за кількістю виданих книг в Україні. Книга видана за підтримки асоціації NORLA — Норвезька література за кордоном. Асоціація проводить експорт норвезької літератури шляхом активного просування та пропонування низки схем фінансування перекладу книг з Норвегії. Організація  фінансується Міністерством культури Норвегії, поширює інформацію про книги та авторів з Норвегії по всьому світу.